# 孫玘
孫玘（？年—？年），直隷滄州人，由舉人，康熙六十一年任四川順慶府岳池縣知縣。是一位政治人物，明清時曾在四川順慶府岳池縣（位於今四川東北部，武周萬歲通天二年分南充、相如二縣置，是一個千年古縣）擔任官吏。